# Lars Bergendahl
Lars Bergendahl (ur. 30 stycznia 1909 w Sørkedalen, zm. 22 czerwca 1997) – norweski biegacz narciarski, pięciokrotny medalista mistrzostw świata.

## Kariera
Kilkakrotnie stawał na podium mistrzostw świata. W 1937 roku na mistrzostwach świata w Chamonix zdobył dwa złote medale, w biegu sztafetowym oraz na 18 km. Obok niego w sztafecie norweskiej pobiegli: Annar Ryen, Oskar Fredriksen i Sigurd Røen. Rok później, na mistrzostwach w Lahti zdobył srebro w sztafecie oraz brązowy medal w biegu na 50 km, w którym uległ jedynie dwóm Finom: zwycięzcy Kalle Jalkanenowi oraz drugiemu na mecie Alvarowi Rantalahtiemu. Wziął także udział w mistrzostwach świata w Zakopanem w 1939 roku, gdzie stanął na najwyższym stopniu podium na królewskim dystansie - 50 km.
Nigdy nie startował na igrzyskach olimpijskich. Bergendahl wygrał także bieg na 50 km podczas Holmenkollen ski festival w 1940 roku. W nagrodę za swoje osiągnięcia w 1939 roku otrzymał medal Holmenkollen. Jego wujek Lauritz zdobył medal w 1910 r.
W 1940 roku podczas inwazji III Rzeszy na Norwegię Bergendahl walczył w obronie kraju w szeregach jednej z jednostek narciarskich. 

## Osiągnięcia

### Mistrzostwa świata
| Miejsce | Dzień     | Rok  | Miejscowość | Konkurencja          | Czas biegu | Strata | Zwycięzca       |
| ------- | --------- | ---- | ----------- | -------------------- | ---------- | ------ | --------------- |
| 1.      | 14 lutego | 1937 | Chamonix    | 18 stylem klasycznym | 1:11:21    | -      | -               |
| 2.      | 16 lutego | 1937 | Chamonix    | 50 stylem klasycznym | 3:36:58    | +10:04 | Pekka Niemi     |
| 1.      | 18 lutego | 1937 | Chamonix    | Sztafeta 4x10 km     | 3:06:07    | -      | -               |
| 23.     | 25 lutego | 1938 | Lahti       | 18 stylem klasycznym | 1:09:37    | +4:19  | Pauli Pitkänen  |
| 3.      | 27 lutego | 1938 | Lahti       | 50 stylem klasycznym | 4:06:09    | +4:45  | Kalle Jalkanen  |
| 2.      | 28 lutego | 1938 | Lahti       | Sztafeta 4x10 km     | 2:38:42    | +3:48  | Finlandia       |
| 5.      | 15 lutego | 1939 | Zakopane    | 18 stylem klasycznym | 1:05:30    | +2:24  | Jussi Kurikkala |
| 1.      | 17 lutego | 1939 | Zakopane    | 50 stylem klasycznym | 2:57:43    | -      | -               |